# 佐土原デジタルテレビ中継局
佐土原デジタルテレビ中継局（さどわらデジタルテレビちゅうけいきょく）は、宮崎県宮崎市にあるデジタルテレビ中継局である。

## 概要
宮崎市内の佐土原町西部地区、および西都市、児湯郡新富町の一部地域を放送区域としている。

## 放送設備

### 所在地
- 宮崎県宮崎市佐土原町上田島（弁天山）

### 地上デジタルテレビ放送
| ID | 放送局名      | 放送局名      | 物理チャンネル | 空中線電力 | ERP   | 放送対象地域 | 放送区域内世帯数 |
| -- | ------------- | ------------- | -------------- | ---------- | ----- | ------------ | ---------------- |
| 1  | NHK宮崎       | 総合          | 28ch           | 50mW       | 200mW | 宮崎県       | 1,536世帯        |
| 2  | NHK宮崎       | Eテレ         | 26ch           | 50mW       | 200mW | 全国         | 1,536世帯        |
| 3  | UMKテレビ宮崎 | UMKテレビ宮崎 | 24ch           | 50mW       | 200mW | 宮崎県       | 1,536世帯        |
| 6  | MRT宮崎放送   | MRT宮崎放送   | 30ch           | 50mW       | 200mW | 宮崎県       | 1,536世帯        |

#### 補足
- 2010年7月30日予備免許交付、同8月3日試験放送開始、同9月6日本放送開始[2]。
- 実効輻射電力（ERP）：NHK総合・Eテレ、UMKテレビ宮崎、MRT宮崎放送いずれも200mW[3][4][5][6]。